# Dora the Explorer
Dora (Engels: Dora the Explorer) is een Amerikaans animatie-kinderprogramma dat in Nederland sinds 3 maart 2003 wordt uitgezonden in het programmablok Nick Jr. (voorheen Kindernet) van Nickelodeon. In Vlaanderen ging de serie in première op 16 februari 2004 bij de verplaatsing van Nickelodeon van TMF naar MTV. Ook is er een Dora-computerspel verschenen.
De series zijn gemaakt door Hanna Eva Isabelle Bauters. Een pilotaflevering werd gemaakt in 1999 en in 2000 werd het een reguliere serie.
De kijker moet Dora helpen om de goede weg te vinden door antwoorden te vinden op vragen en problemen. Samen met de kijker, haar aapje Boots, haar pratende rugzak en pratende kaart vindt ze altijd de goede weg. Dora is erg nieuwsgierig en wil alles weten over de dieren, bloemen en planten van het oerwoud.
De tekenfilm speelt zich af in de jungle van Zuid-Amerika. Als Dora op avontuur gaat, draagt ze voor de zekerheid altijd haar rugzakje met survivalbenodigdheden met zich mee. Bovendien kan ze altijd terugvallen op De Kaart, een zingende plattegrond.
Dora spreekt Nederlands en Engels, omdat ze tweetalig opgevoed wordt. In dit programma kunnen door de jonge kijkers ook de eerste woorden Engels geleerd worden. In de oorspronkelijk Amerikaans-Engelse versie spreekt Dora enige woorden Spaans. De Nederlandse versie is gemaakt door Creative Sounds BV.

## Stemverdeling
| Personage                 | Nederlandstalige versie                                                             | Engelstalige versie                                                                |
| ------------------------- | ----------------------------------------------------------------------------------- | ---------------------------------------------------------------------------------- |
| Dora                      | Lottie Hellingman (seizoen 1-6) Nicoline Pouwer-van Doorn (seizoen 7+)              | Kathleen Herles (2000-2004) Caitlin Sanchez (2007–2010) Fátima Ptacek (2011-heden) |
| Boots                     | Dieter Jansen                                                                       | Harrison Chade (2000–2004) Regan Mizrahi (2007–heden)                              |
| Rugzak                    | Anneke Beukman                                                                      | Sasha Toro (2000–2004) Alexandria Suarez (2007–2010)                               |
| Zwieber de Vos            | Jon van Eerd (seizoen 1–4) Florus van Rooijen (seizoen 5+)                          | Marc Weiner (2000–heden)                                                           |
| Kaart                     | Fred Butter                                                                         | Marc Weiner (2000–heden)                                                           |
| Benny                     | Marlies Somers                                                                      | Jake Burbage (2000–2004) Matt Gumley (2007–2010)                                   |
| Tico                      | Lizemijn Libgott                                                                    | Jose Zelaya (2002–2004) Jean Carlos Celi (2007–2010)                               |
| Isa                       | Georgina Verbaan                                                                    | Ashley Fleming (2000–2012) Skai Jackson (2012-2014)                                |
| Kleine Ster               | Menno Ulenberg                                                                      |                                                                                    |
| Diego                     | Sander van der Poel (seizoen 3 & 4 deel 1) Kim van Zeben (seizoen 4 deel 2 & heden) |                                                                                    |
| Assepoester               | Mirjam Vriend (seizoen 4 & 5) Linda Wagenmakers (seizoen 8)                         |                                                                                    |
| Dora's Mama               | Ingeborg Wieten (seizoen 1 & heden)                                                 |                                                                                    |
| Dora's Papa               | Fred Meijer (seizoen 1 & heden)                                                     |                                                                                    |
| Dora's Oma                | Maria Lindes (seizoen 1 & heden)                                                    |                                                                                    |
| Daisy                     | Niki Romijn (seizoen 3,4 & 7)                                                       |                                                                                    |
| Baby Jaguar               | Maria Lindes (seizoen 6 & heden)                                                    |                                                                                    |
| Sabrina de Sneeuw Prinses | Wendy van Dijk (seizoen 5 & 8)                                                      |                                                                                    |
| Amelie                    | Niki Romijn (seizoen 4 & 5)                                                         |                                                                                    |
| Mei                       | Linda Wagenmakers (seizoen 4,5 & 7)                                                 |                                                                                    |
| Het Eerste Biggetje       | Thera van Homeijer (seizoen 3,4,5 & 8)                                              |                                                                                    |
| Het Tweede Biggetje       | Peggy Vrijens (seizoen 3,4,5 & 8)                                                   |                                                                                    |
| Het Derde Biggetje        | Lizemijn Libgott (seizoen 3,4,5 & 8)                                                |                                                                                    |